# Liste des épisodes d'Andromeda

Cet article présente la liste des épisodes de la série télévisée Andromeda. Les épisodes sont classés par ordre chronologique correspondant au déroulement de l’histoire de la série.

## Première saison (2000-2001)
1. Une si longue nuit - 1re partie (Under the Night - Part 1)
2. Matière et antimatière - 2e partie (An Affirming Flame - Part 2)
3. La Rédemption manquée (Too Loose the Fateful Lightning)
4. J moins zéro (D Minus Zero)
5. Double hélice (Double Helix)
6. Le Voyage dans le temps (Angel Dark, Demon Bright)
7. L’Arnaque (The Ties That Blind)
8. Les Amours retrouvées (Banks of the Lethe)
9. Un séjour en enfer (A Rose in the Ashes)
10. Une visite incongrue (All Great Neptune’s Ocean)
11. Un regard dangereux (The Pearls that Were His Eyes)
12. Les Mathématiques des larmes (The Mathematics of Tears)
13. La Musique (Music of a Distant Drum)
14. L’Intrus (Harper 2.0)
15. Le Piège (Forced Perspective)
16. Le Messager (The Sum of Its Parts)
17. La Voie lactée (Fear and Loathing in the Milky Way)
18. Sauve qui peut (The Devil Take the Hindmost)
19. Un choix difficile (The Honey Offering)
20. La Malédiction (Star-Crossed)
21. Une belle soirée (It Makes a Lovely Light)
22. Panique à bord - 1re partie (... Its Hour Come Round at Last - Part 1)

## Deuxième saison (2001-2002)
1. Au cœur des ténèbres - 2e partie (The Widening Gyre - Part 2)
2. Stratégies de fuite (Exit Strategies)
3. Cœur qui soupire (A Heart for Falsehood Framed)
4. Faux semblant (Pitiless as the Sun)
5. Dernière tournée (Last Call at the Broken Hammer)
6. Humain, trop humain (All Too Human)
7. N’espérez aucun salut (Una Salus Victus)
8. Un pour tous (Home Fires)
9. Pacte avec le diable (Into the Labyrinth)
10. Le Prince (The Prince)
11. Le Feu aux poudres (Bunker Hill)
12. Ouroborous (Ouroborous)
13. Vol d’essai (Lava and Rockets)
14. Causes et conséquences (Be All My Sins Remembered)
15. Un vol d’éphémères (Dance of the Mayflies)
16. Créations (In Heaven Now Are Three)
17. Une nouvelle vie (The Things We Cannot Change)
18. Le Charme de l’inconnu (The Fair Unknown)
19. Dans la gueule du loup (Belly of the Beast)
20. L’Appel du devoir (The Knight, Death, and the Devil)
21. Renaissance (Immaculate Perception)
22. Le Bout du tunnel 1re partie (The Tunnel at the End of the Light)

## Troisième saison (2002-2003)
1. Réalité Parallèle 2e partie (If The Wheel Is Fixed)
2. Le Vase de Rimmi (The Shards Of Rimni)
3. Asile (Mad To Be Saved)
4. À qui profite le crime (Cui Bono)
5. Seuls au monde (The Lone And Level)
6. Mission suicide (Slipfighter The Dogs Of War)
7. Le Baiser du Lépreux (The Lepers Kiss)
8. Pour qui sonne le glas (For Whom The Bell Tolls)
9. Loin du cœur (And Your Heart Will Fly Away)
10. Le Sauveur (The Unconquerable Man)
11. Le Retour des envahisseurs (Delenda Est)
12. Issue fatale (The Dark Backward)
13. Le Tout pour le tout (The Risk-All Point)
14. Le Mauvais Cheval (The Right Horse)
15. Planète en danger (What Happens To A Rev Deferred)
16. La loi des armes (The Point Of The Spear)
17. La légende d'Ymir (Vault Of The Heavens)
18. Premier contact (Deep Midnight's Voice)
19. Imposture (The Illusion Of Majesty)
20. Le crépuscule des idoles (Twilight Of The Idols)
21. L'ange de la foudre (Day Of Judgement, Day Of Wrath)
22. Un ordre nouveau 1re partie (Shadows Cast By A Final Salute)

## Quatrième saison (2003-2004)
1. La part de l'ombre 2e partie (Answers Given to Questions Never Asked)
2. Citoyen huit (Pieces of Eight)
3. Le maître des androïdes (Waking the Tyrant's Device)
4. Quitte ou double (Double or Nothingness)
5. Perte de conscience (Harper/Delete)
6. La voie de l'éternité (Soon the Nearing Vortex - Part 1)
7. Dans les griffes de l'abysse (The World Turns All Around Her - Part 2)
8. La prophétie (Conduit to Destiny)
9. Science sans conscience (Machinery of the Mind)
10. L'univers est trop petit (Exalted Reason, Resplendent Daughter)
11. À l'assaut de la République (The Torment, the Release)
12. La toile de l'araignée (The Spider's Stratagem)
13. Réalité Parallèle (The Warmth of an Invisible Light)
14. Paix et Amour (The Others)
15. Le Trou Noir (Fear Burns Down to Ashes)
16. La possédée (Lost in a Space that Isn't There)
17. La machine à voyager dans le temps (Abridging the Devil's Divide)
18. Faux semblants (Trusting the Gordian Maze)
19. La symétrie de l'imperfection (A Symmetry of Imperfection)
20. Les vrais collecteurs (Time out of Mind)
21. L'attaque des Magogs - Partie 1 (The Dissonant Interval - Part 1)
22. L'attaque des Magogs - Partie 2 (The Dissonant Interval - Part 2)

## Cinquième saison (2004-2005)
1. Perdus dans l'Espace - Partie 1 (The Weight - Part 1)
2. Perdus dans l'Espace - Partie 2 (The Weight - Part 2)
3. La reine de la peur (Phear Phactor Phenom)
4. Ange déchu (Decay of the Angel)
5. Le Secret de Virgil (The Eschatology of Our Present)
6. L'Amour éternel (When Goes Around...)
7. Retour sur le passé (Attempting Screed)
8. La Face cachée du cristal (So Burn the Untamed Lands)
9. Le Passage interplanétaire (What Will Be Was Not)
10. L'Étranger (The Test)
11. Retour aux origines (Through a Glass Darkly)
12. Les Amours de Beka (Pride Before the Fall)
13. Le Dieu soleil (Moonlight Becomes You)
14. Soleil de feu (Past Is Prolix)
15. L'épouse venue du néant (The Opposites of Attraction)
16. La Lumière du soleil noir (Saving Light from a Black Sun)
17. Une vie infinie (Totaled Recall)
18. Résurrection (Quantum Tractate Delirium)
19. Dernier Jour de soleil - Partie 1 (One More Day's Light - Part 1)
20. Le Calme après la tempête - Partie 2 (Chaos and the Stillness of It - Part 2)
21. Le Cœur du voyage - Partie 1 (The Heart of the Journey - Part 1)
22. Le Cœur du voyage - Partie 2 (The Heart of the Journey - Part 2)